# Idunbreen
De Idunbreen is een gletsjer op het eiland Nordaustlandet, dat deel uitmaakt van de Noorse eilandengroep Spitsbergen.
De gletsjer is vernoemd naar de godheid Idun in de noordse mythologie.

## Geografie
De gletsjer ligt in het zuiden van Gustav-V-land en is noord-zuid georiënteerd. Hij komt vanaf de ijskap Vestfonna en mondt uit in het Wahlenbergfjorden.
Op meer dan zes kilometer naar noordoosten ligt de gletsjer Frazerbreen en op meer dan vier kilometer naar het noordwesten ligt de gletsjer Bragebreen.